# Świercze (Pułtusk)
Pour les articles homonymes, voir Świercze.
Świercze (prononciation : [ˈɕfjɛrt͡ʂɛ]) est un village polonais de la gmina de Świercze dans le powiat de Pułtusk de la voïvodie de Mazovie dans le centre-est de la Pologne.
Le village est le siège administratif (chef-lieu) de la gmina appelée gmina de Świercze.
Il se situe à environ 22 km à l'ouest de Pułtusk (siège du powiat) et à 53 km au nord de Varsovie (capitale de la Pologne).
Le village compte approximativement une population de 1 061 habitants.

## Histoire
De 1975 à 1998, le village appartenait administrativement à la voïvodie de Ciechanów.